# Famille de Pannard
 (juillet 2025).
La famille de Pannard ou famille de Pennard est une famille française.
Au sujet de la double orthographe de ce nom de famille, Jean-Armand de Hercé écrit dans la Généalogie de Hercé, p. 172-173 : Les membres de cette famille écrivent Pennard, leurs ancêtres écrivaient Pannard... Nous ne pouvons nous empêcher de reconnaître que cette variété dans l'orthographe des noms de famille ne soit un grand malheur pour celles qui l'éprouvent. L'abbé Angot signale cependant que l'on trouve la forme Pannard à tous les âges.

## Histoire
La famille tire sans doute son origine de la terre de Panard à Ernée, et dont la fortune s'élève par la protection du roi René d'Anjou.
- Pierre de Pannard ou Le Penard, protestataire contre Charles de Valois, 1301 ;
- Guillaume de Pannard, chanoine du Mans, 1318 ;
- Étienne de Pannard, qui relevait d'Ernée pour ses terres de Saint-Pierre-des-Landes et de Juvigné, 1387 ;
- Jean de Pannard, paroissien d'Ernée, 1409 ;
- André de Pannard, écuyer dans la compagnie de Jean d'Ivoy, 1411 ;
- Jean de Pannard, d'Ernée, dispensé de se présenter aux assises du Mans, parce qu'il est allé à Angers quérir des habillements de guerre pour aller au service du roy, 1464.

Après l'extinction de la branche aînée, à laquelle appartient aussi :
- Georges-Olivier de Pannard, évêque d'Aix ;
- Pierre de Pannard, fère du précédent, lieutenant d'André de Lohéac dans le gouvernement de la ville et comté de Laval, par commission du 7 juillet 1441, puis procureur du duc d'Anjou dans sa baronnie de Mayenne, acquit de grands biens dans la province, et laissa veuve avant 1488 Jeanne des Arglantiers. Guillaume, son fils ou son frère, était aussi sénéchal de Mayenne en 1454.
- Jeanne de Pannard, prieure de la Fontaine-Saint-Martin, prieuré conventuel dépendant de l'abbaye de Saint-Sulpice, près de Rennes. Elle est probablement nièce de l'archevêque d'Aix, et fut en fonction de 1471 à 1511. Son sceau est représenté par R. de la Linière dans son Histoire du prieuré de la Fontaine-Saint-Martin (p. 53). On lit en exergue S. Jhe de Penard, pre[re de la] Fontaine-Saint-Martin. Son écu, traversé par une crosse, porte les deux cotices de la famille. Une déclaration qui lui est rendue en 1474 la nomme vénérable et sainte dame. Pourtant, on lui reproche la négligence à payer les devoirs abbatiaux à l'abbesse de Saint-Sulpice ; elle se soumit, sentant sa conscience gênée, preuve d'humilité sans doute, marie de contrition et le genou en terre, à lui demander humblement pardon de sa désobéissance.

La famille fait souche à Préaux, à la Tranchée du Buret, à Forges de Daon, à Buleu et à Ravigny, à Chantepie, enfin.
Ces derniers, représentés par :

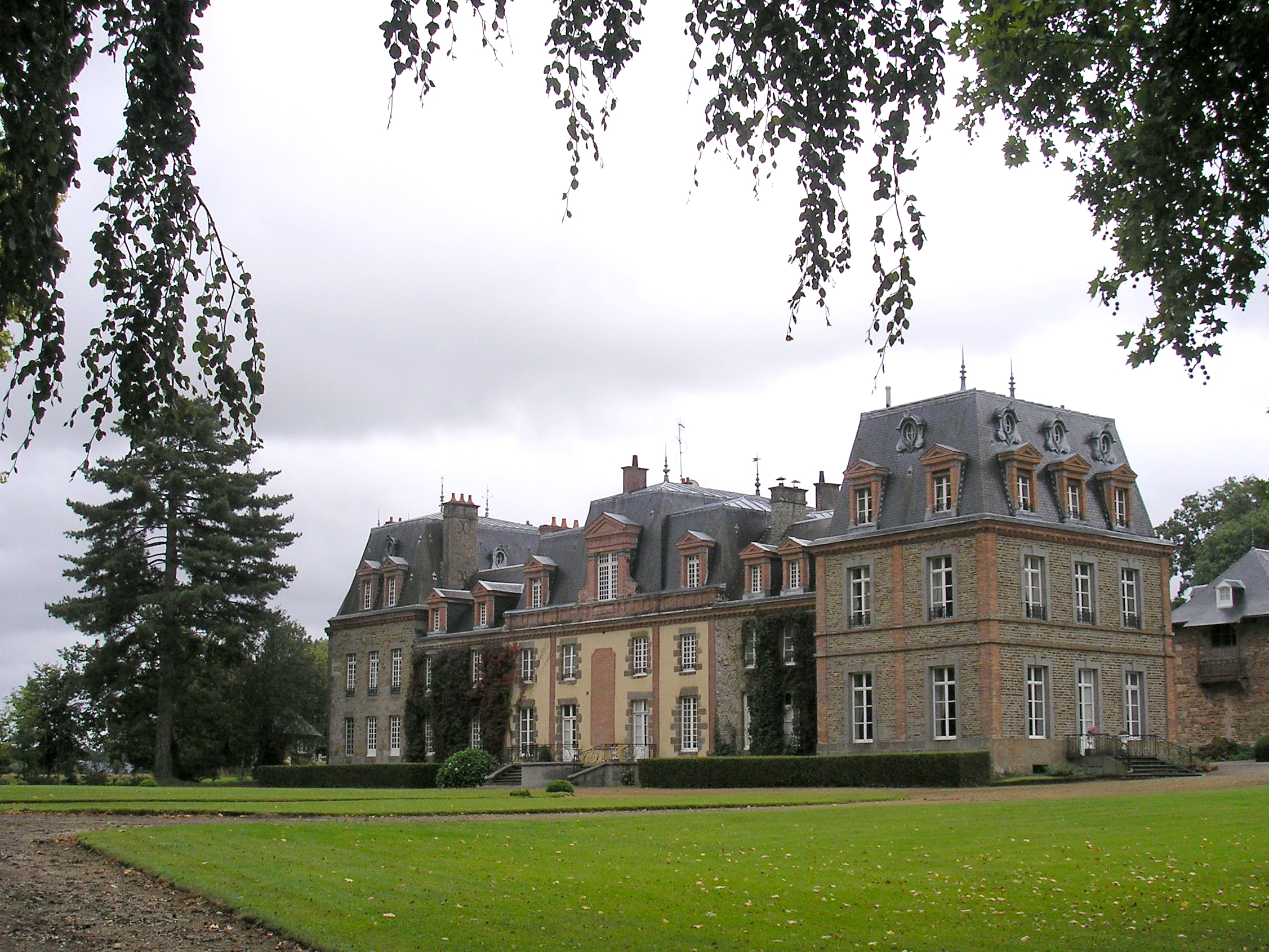
Le château de Chantepie.

- Nicolas-François de Pannard, seigneur de Saint-Paul-le-Gaultier et de Chantepie,
- René de Pannard, sieur de l'Épinay, établi à Ernée, par René, sieur du Port de Miré, furent maintenus en 1666, et déclarèrent leurs armes : d'argent à 2 bandes de gueules.

- Pierre de Pannard, fils du sieur de l'Épinay, fit aussi ses preuves à Tours, le 6 juillet 1716.

Tous les actes de cette maison constatent qu'elle a possédé le fief de Chantepie dès le XIIIe siècle ou le XIVe siècle. C'est à Thubeuf que Le Paige classe toujours les de Pannard, où il les trouve en 1542 d'après un aveu. Ils y étaient encore aux environs de 1789, où ils étaient représentés par la marquise de Malterre, née de Pannard.

## Armoiries

Armes des Pannard.

Les armes de la famille déclarées au XVIIe siècle se blasonnent ainsi d'argent à 2 bandes de gueules.[réf. nécessaire]